# قائمة أعمال أغاثا كريستي
قائمة أعمال أغاثا كريستي هي كاتبة جريمة وقصة قصيرة وكاتبة مسرحية إنجليزية. نشرت كريستي ستة روايات رومانسية تحت اسم مُستعار «ماري ويستماكوت»، إلا أنها اشتهرت بفضل كتابتها ل 66 من الروايات البوليسية التي كتبتها بالإضافة إلى 14 مجموعة من القصص الأخرى مُستخدمة اسمها الحقيقي، وقد بيعت أكثر من ملياري نسخة في العالم، ولم يتجاوز أحد هذا العدد باستثناء عدد النسخ من الإنجيل وعدد نسخ أعمال وليام شكسبير. تحتوي أعمال أغاثا كريستي على عدة شخصيات عادية أصبحت مُحببة للجمهور، من هذه الشخصيات: الآنسة ماربل وباركر بين والسيد هارلي كوين وتومي وتوبينس وهيركيول بوارو. وقد كان هيركيول الشخصية المُفضلة للكاتبة على الرغم من اعتقادها بأنه «شخص لا يُطاق».
ولدت أغاثا كريستي لعائلة من الطبقة المتوسطة في أشفيلد، توركاي، ديفون. التقت بزوجها المُستقبلي قبل الحرب العالمية الأولى، بعد أن تم استدعاؤه إلى الجبهة الغربية، عملت كريستي في كتيبة الإغاثة التطوعية وفي مستوصف كيميائي، مما أكسبها معرفة في الأدوية والسموم. بدأت مهنتها في الكتابة أثناء الحرب العالمية الأولى، بعد أن تحدتها أختُها على كتابة رواية بوليسية، فكتبت رواية «قضية ستايلز الغامضة»، وتم رفض الرواية من قِبل دارين للنشر ولكنها قُبِلت في نهاية الأمر وتم نشرها في عام 1920. حققت الرواية نجاحًا محدودًا، وأسست لها قاعدة جماهيرية والتي أطلق عليها المؤلفون اسم «حبكاتها الرواية السرية الذكية». وأكملت في كتابة أكثر من مئة عمل، من بينها العديد من الروايات والقصص القصيرة والمسرحيات. وكتبت أيضًا مُجلدين من الشعر، وعملين في السير الذاتية، وكتبت كذلك ستة أعمال رومانسية لكن تحت اسم مُستعار «ماري ويستماكوت»  واحدة من الأعمال المسرحية لكريستي، «مسرحية مصيدة الفئران» وتم عرضها لأول في مرة في مسرح وست اند في عام 1952، وتم عرضها حتى في عام 2015، وصل عدد العروض إلى 25000 عرض حتى عام 2009. وقد أظهر استطلاع عام أن رواية «ثم لم يبق أحد» - النسخة الأصلية في عام 1939، هي رواية الكاتبة المُفضلة للجمهور. وقد كانت أيضًا الرواية المُفضلة للكاتبة ووجدتها من أصعب الروايات كتابة.
تزوجت أغاثا كريستي من عالم الآثار ماكس مالوان في عام 1930، والذي التقت الكاتبة به في أور في بلاد الرافدين. سافرا كثيرًا، حيث ساعدته كريستي في اكتشافاته، بينما هي استعانت بخبراته في الكتابة، كما هو الحال في رواية «جريمة في قطار الشرق السريع» (1934) و«جريمة في بلاد الرافدين» (1936) و«موت فوق النيل» (1937). وكتبت أيضًا السيرة الذاتية «تعال أخبرني عن كيفية عيشك» (1946)، ووصفت في الكتاب طريقة عيشهم في سوريا. ذكرت جانيت مورغان كاتبة سيرتها الذاتية بـ«احتفلوا علماء الآثار... مُساهمات كريستي في استكشاف الشرق الأدنى». توفيت أغاثا كريستي في يناير عام 1976. ذُكر في سيرتها الذاتية أن أغاثا كريستي «تمتعت بشخصية بارزة في تاريخ أدب الروايات البوليسية» وقد قيل عنها في صحيفة ذي تايمز: «قد أصبحت أغاثا كريستي الملكة دون أدنى شك بعد موت دوروثي سايرز في عام 1957».

## الروايات
قائمة بروايات أغاثا كريستي مُرتبة حسب الترتيب الزمني للنشر من قبل دار النشر البريطاني، أو حتى أن تم نشرُها لأول مرة من قبل دار نشر أمريكية أو مُسلسلة في مجلة قبل نشرها كرواية.

الغلاف الخارجي للنُسخة العربية "جريمة في بلاد الرافدين"

| عنوان الرواية في بريطانيا           | سنة النشر في بريطانيا | الناشرون في بريطانيا | سنة النشر في الولايات المتحدة | عنوان الرواية في الولايات المتحدة | الناشرون في الولايات المتحدة | سلسلة                                            | مُلاحظات                                                          |
| ----------------------------------- | --------------------- | -------------------- | ----------------------------- | --------------------------------- | ---------------------------- | ------------------------------------------------ | ---------------------------------------------------------------- |
| قضية ستايلز الغامضة                 | 1920                  | بودلي هيد            | 1921                          | قضايا ستايلز الغامضة              | جون لين                      | هيركيول بوارو                                    | –                                                                |
| العدو الغامض                        | 1922                  | بودلي هيد            | 1922                          | العدو الغامض                      | شركة دود وميد                | تومي وتوبينس                                     | –                                                                |
| جريمة في ملعب الغولف                | 1923                  | بودلي هيد            | 1923                          | جريمة في ملعب الغولف              | شركة دود وميد                | هيركيول بوارو                                    | –                                                                |
| ذو البدلة البنية                    | 1924                  | بودلي هيد            | 1924                          | ذو البدلة البُنية                  | شركة دود وميد                | الشخصيات المتكررة في الكتب الخاصة بهيركيول بوارو | –                                                                |
| سر جريمة تشيمنيز                    | 1925                  | بودلي هيد            | 1925                          | سر جريمة تشيمنيز                  | شركة دود وميد                | المشرف باتل                                      | –                                                                |
| مقتل روجر أكرويد                    | 1926                  | وليام كولنز وأبناؤه  | 1926                          | مقتل روجر أكرويد                  | شركة دود وميد                | هيركيول بوارو                                    | –                                                                |
| الأربعة الكبار                      | 1927                  | وليام كولنز وأبناؤه  | 1927                          | الأربعة الكبار                    | شركة دود وميد                | هيركيول بوارو                                    | –                                                                |
| لغز القطار الأزرق                   | 1928                  | وليام كولنز وأبناؤه  | 1928                          | لغز القطار الأزرق                 | شركة دود وميد                | هيركيول بوارو                                    | –                                                                |
| لغز المنبهات السبعة                 | 1929                  | وليام كولنز وأبناؤه  | 1929                          | لغز المنبهات السبعة               | شركة دود وميد                | المشرف باتل                                      | –                                                                |
| جريمة في القرية                     | 1930                  | وليام كولنز وأبناؤه  | 1930                          | جريمة في القرية                   | شركة دود وميد                | الآنسة ماربل                                     | –                                                                |
| خبز العملاق                         | 1930                  | وليام كولنز وأبناؤه  | 1930                          | خبز العملاق                       | دابلداي                      | آخرى                                             | كميري ويستماكوت                                                  |
| الأدميرال العائمة                   | 1931                  | هودر وستوكتون        | 1932                          | الأدميرال العائمة                 | دابلداي                      | رواية غموض                                       | مع اعضاء من نادي الكشف.                                          |
| لغز سيتافورد                        | 1931                  | وليام كولنز وأبناؤه  | 1931                          | قتل في هازيلمور                   | شركة دود وميد                | رواية غموض                                       | –                                                                |
| خطر في البيت الأخير                 | 1932                  | وليام كولنز وأبناؤه  | 1932                          | خبز في البيت الأخير               | شركة دود وميد                | هيركيول بوارو                                    | –                                                                |
| موت اللورد إدجوير                   | 1933                  | وليام كولنز وأبناؤه  | 1933                          | ثلاثة عشر على العشاء              | شركة دود وميد                | هيركيول بوارو                                    | –                                                                |
| جريمة في قطار الشرق السريع          | 1934                  | وليام كولنز وأبناؤه  | 1934                          | جريمة في كاليه                    | شركة دود وميد                | هيركيول بوارو                                    | –                                                                |
| صورة غير مكتملة                     | 1934                  | وليام كولنز وأبناؤه  | 1934                          | صورة غير مكتملة                   | دابلداي                      | أخرى                                             | كميري ويستماكوت                                                  |
| لماذا لم يسألوا إيفانز؟             | 1934                  | وليام كولنز وأبناؤه  | 1935                          | لغز البمرنغ                       | شركة دود وميد                | رواية غموض                                       | –                                                                |
| مأساة من ثلاثة فصول                 | 1935                  | وليام كولنز وأبناؤه  | 1934                          | جريمة في ثلاثة أعمال              | شركة دود وميد                | هيركيول بوارو                                    | –                                                                |
| موت وسط الغيوم                      | 1935                  | وليام كولنز وأبناؤه  | 1935                          | موت في الهواء                     | شركة دود وميد                | هيركيول بوارو                                    | –                                                                |
| جرائم الأبجدية                      | 1936                  | وليام كولنز وأبناؤه  | 1936                          | جرائم الأبجدية                    | شركة دود وميد                | هيركيول بوارو                                    | –                                                                |
| جريمة في بلاد الرافدين              | 1936                  | وليام كولنز وأبناؤه  | 1936                          | جريمة في بلاد الرافدين            | شركة دود وميد                | هيركيول بوارو                                    | –                                                                |
| أوراق لعب على الطاولة               | 1936                  | وليام كولنز وأبناؤه  | 1937                          | أوراق لعب على الطاولة             | شركة دود وميد                | هيركيول بوارو                                    | –                                                                |
| الشاهد الصامت                       | 1937                  | وليام كولنز وأبناؤه  | 1937                          | بوارو يخسر العميل                 | شركة دود وميد                | هيركيول بوارو                                    | –                                                                |
| موت فوق النيل                       | 1937                  | وليام كولنز وأبناؤه  | 1938                          | موت فوق النيل                     | شركة دود وميد                | هيركيول بوارو                                    | –                                                                |
| موعد مع الموت                       | 1938                  | وليام كولنز وأبناؤه  | 1938                          | موعد مع الموت                     | شركة دود وميد                | هيركيول بوارو                                    | –                                                                |
| جريمة عيد الميلاد                   | 1938                  | وليام كولنز وأبناؤه  | 1939                          | جريمة عيد الميلاد                 | شركة دود وميد                | هيركيول بوارو                                    | نُشرت في وقت لاحق طبعة الولايات المتحدة أيضًا تحت عنوان عطلة للقتل |
| القتل السهل                         | 1939                  | وليام كولنز وأبناؤه  | 1939                          | سهلُ القتل                         | شركة دود وميد                | المشرف باتل                                      | –                                                                |
| ثم لم يبق أحد                       | 1939                  | وليام كولنز وأبناؤه  | 1941                          | ثم لم يبق أحد                     | شركة دود وميد                | رواية غموض                                       | –                                                                |
| السرو الحزين                        | 1940                  | وليام كولنز وأبناؤه  | 1940                          | السرو الحزين                      | شركة دود وميد                | هيركيول بوارو                                    | –                                                                |
| إبزيم الحذاء                        | 1940                  | وليام كولنز وأبناؤه  | 1941                          | جريمة قتل وطنية                   | شركة دود وميد                | هيركيول بوارو                                    | –                                                                |
| شر تحت الشمس                        | 1941                  | وليام كولنز وأبناؤه  | 1941                          | شر تحت الشمس                      | شركة دود وميد                | هيركيول بوارو                                    | –                                                                |
| ن أو م؟                             | 1941                  | وليام كولنز وأبناؤه  | 1941                          | ن أو م؟                           | شركة دود وميد                | تومي وتوبينس                                     | –                                                                |
| جثة في المكتبة                      | 1942                  | وليام كولنز وأبناؤه  | 1942                          | جثة في المكتبة                    | شركة دود وميد                | الآنسة ماربل                                     | –                                                                |
| خمسة خنازير صغيرة                   | 1942                  | وليام كولنز وأبناؤه  | 1942                          | قتل في استعادة الأحداث الماضية    | شركة دود وميد                | هيركيول بوارو                                    | –                                                                |
| الإصبع المتحرك                      | 1942                  | وليام كولنز وأبناؤه  | 1943                          | الأصبع المتحرك                    | شركة دود وميد                | الآنسة ماربل                                     | –                                                                |
| ساعة الصفر                          | 1944                  | وليام كولنز وأبناؤه  | 1944                          | ساعة الصفر                        | شركة دود وميد                | المشرف باتل                                      | –                                                                |
| غائب في الربيع                      | 1944                  | وليام كولنز وأبناؤه  | 1944                          | غائب في الربيع                    | فارار ورينهارت               | أخرى                                             | كميري ويستماكوت                                                  |
| في النهاية يأتي الموت               | 1945                  | وليام كولنز وأبناؤه  | 1944                          | في النهاية يأتي الموت             | شركة دود وميد                | رواية غموض                                       | –                                                                |
| بريق السيانيد                       | 1945                  | وليام كولنز وأبناؤه  | 1945                          | تذكر الموت                        | شركة دود وميد                | الشخصيات المتكررة في الكتب الخاصة بهيركيول بوارو | –                                                                |
| الأجوف                              | 1946                  | وليام كولنز وأبناؤه  | 1946                          | الأجوف                            | شركة دود وميد                | هيركيول بوارو                                    | –                                                                |
| ركوب التيار                         | 1948                  | وليام كولنز وأبناؤه  | 1948                          | هُناك مد وجزر...                   | شركة دود وميد                | هيركيول بوارو                                    | –                                                                |
| الزهرة وشجرة التوت                  | 1948                  | هينمان               | 1948                          | الزهرة وشجرة التوت                | رينهارت آند كومباني          | أخرى                                             | كميري ويستماكوت                                                  |
| البيت الأعوج                        | 1949                  | وليام كولنز وأبناؤه  | 1949                          | البيت المائل                      | شركة دود وميد                | رواية غموض                                       | –                                                                |
| إعلان عن جريمة                      | 1950                  | وليام كولنز وأبناؤه  | 1950                          | إعلان عن جريمة                    | شركة دود وميد                | الآنسة ماربل                                     | –                                                                |
| لقاء في بغداد                       | 1951                  | وليام كولنز وأبناؤه  | 1951                          | لقاء في بغداد                     | شركة دود وميد                | رواية غموض                                       | –                                                                |
| موت السيدة ماغنتي                   | 1952                  | وليام كولنز وأبناؤه  | 1952                          | موت السيدة ماغنتي                 | شركة دود وميد                | هيركيول بوارو                                    | –                                                                |
| خداع المرايا                        | 1952                  | وليام كولنز وأبناؤه  | 1952                          | قتل بالمرايا                      | شركة دود وميد                | الآنسة ماربل                                     | –                                                                |
| الابنة هي الابنة                    | 1952                  | وليام كولنز وأبناؤه  | 1963                          | الابنة هي الابنة                  | دار النشر ديل                | أخرى                                             | كميري ويستماكوت                                                  |
| بعد الجنازة                         | 1953                  | وليام كولنز وأبناؤه  | 1953                          | الجنازات مُميتة                    | شركة دود وميد                | هيركيول بوارو                                    | –                                                                |
| جيب مملوء بالحبوب                   | 1953                  | وليام كولنز وأبناؤه  | 1954                          | جيب مملوء بالحبوب                 | شركة دود وميد                | الآنسة ماربل                                     | –                                                                |
| الرحلة المجهولة                     | 1954                  | وليام كولنز وأبناؤه  | 1955                          | العديد من خطوات حتى الموت         | شركة دود وميد                | رواية غموض                                       | –                                                                |
| جريمة في سكن الطلاب                 | 1955                  | وليام كولنز وأبناؤه  | 1955                          | جريمة في سكن الطلاب               | شركة دود وميد                | هيركيول بوارو                                    | –                                                                |
| مبنى الرجل الميت                    | 1956                  | وليام كولنز وأبناؤه  | 1956                          | مبنى الرجل الميت                  | شركة دود وميد                | هيركيول بوارو                                    | –                                                                |
| العبء                               | 1956                  | هينمان               | 1963                          | العبء                             | دار النشر ديل                | أخرى                                             | كميري ويستماكوت                                                  |
| قطار 4.50 من بادنغتون               | 1957                  | وليام كولنز وأبناؤه  | 1957                          | ماذا رأت السيدة مكجيليكودي        | شركة دود وميد                | الآنسة ماربل                                     | –                                                                |
| محنة البريء                         | 1958                  | وليام كولنز وأبناؤه  | 1959                          | محنة البريء                       | شركة دود وميد                | رواية غموض                                       | –                                                                |
| قطة بين الحمام                      | 1959                  | وليام كولنز وأبناؤه  | 1960                          | قطة بين الحمام                    | شركة دود وميد                | هيركيول بوارو                                    | –                                                                |
| الحصان الأشهب                       | 1961                  | وليام كولنز وأبناؤه  | 1962                          | الحصان الأشهب                     | شركة دود وميد                | رواية غموض                                       | –                                                                |
| المرآة المكسورة                     | 1962                  | وليام كولنز وأبناؤه  | 1963                          | المرآة المكسورة                   | شركة دود وميد                | الآنسة ماربل                                     | –                                                                |
| الساعات                             | 1963                  | وليام كولنز وأبناؤه  | 1964                          | الساعات                           | شركة دود وميد                | هيركيول بوارو                                    | –                                                                |
| لغز الكاريبي                        | 1964                  | وليام كولنز وأبناؤه  | 1965                          | لغز الكاريبي                      | شركة دود وميد                | الآنسة ماربل                                     | –                                                                |
| في فندق بيرترام                     | 1965                  | وليام كولنز وأبناؤه  | 1965                          | في فندق بيرترام                   | شركة دود وميد                | الآنسة ماربل                                     | –                                                                |
| الفتاة الثالثة                      | 1966                  | وليام كولنز وأبناؤه  | 1967                          | الفتاة الثالثة                    | شركة دود وميد                | هيركيول بوارو                                    | –                                                                |
| ليل لا ينتهي                        | 1967                  | وليام كولنز وأبناؤه  | 1968                          | ليل لا ينتهي                      | شركة دود وميد                | رواية غموض                                       | –                                                                |
| وخز الأصابع                         | 1968                  | وليام كولنز وأبناؤه  | 1968                          | وخر الأصابع                       | شركة دود وميد                | تومي وتوبينس                                     | –                                                                |
| حفلة الهالووين                      | 1969                  | وليام كولنز وأبناؤه  | 1969                          | حفلة الهالووين                    | شركة دود وميد                | هيركيول بوارو                                    | –                                                                |
| مسافر إلى فرانكفورت                 | 1970                  | وليام كولنز وأبناؤه  | 1970                          | مسافر إلى فرانكفورت               | شركة دود وميد                | رواية غموض                                       | –                                                                |
| انتقام العدالة                      | 1971                  | وليام كولنز وأبناؤه  | 1971                          | انتقام العدالة                    | شركة دود وميد                | الآنسة ماربل                                     | –                                                                |
| ذاكرة الأفيال                       | 1972                  | وليام كولنز وأبناؤه  | 1972                          | ذاكرة الأفيال                     | شركة دود وميد                | هيركيول بوارو                                    | –                                                                |
| نوازل القدر                         | 1973                  | وليام كولنز وأبناؤه  | 1973                          | نوازل القدر                       | شركة دود وميد                | تومي وتوبينس                                     | –                                                                |
| الستارة                             | 1975                  | وليام كولنز وأبناؤه  | 1975                          | الستارة                           | شركة دود وميد                | هيركيول بوارو                                    | كُتبت الحالة الأخيرة لبوارو في الأربعينات.                        |
| الجريمة النائمة                     | 1976                  | وليام كولنز وأبناؤه  | 1976                          | الجريمة النائمة                   | شركة دود وميد                | الآنسة ماربل                                     | كُتبت الحالة الأخيرة للآنسة ماريل في الأربيعينات.                 |
| هيركيول بوارو وحماقة الشاطىء الأخضر | 2014                  |                      |                               |                                   |                              | هيركيول بوارو                                    |                                                                  |

## مجموعات القصص القصيرة

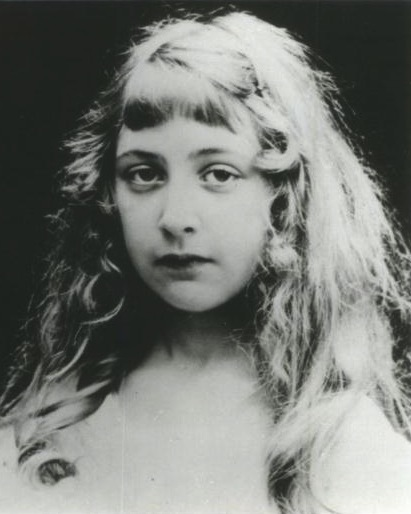
أغاثا كريستي وهي صغيرة، التاريخ غير معروف

كان أول ظهور للعديد من قصص أغاثا كريستي في الصحف والجرائد والمجلات. تتكون القائمة التالية من مجموعات من القصص التي نُشرت، مُرتبة حسب الترتيب الزمني للنشر من قبل دار النشر البريطاني، أو حتى أن تم نشرُها لأول مره من قبل دار نشر أمريكية أو مُسلسلة في مجلة قبل نشرها كرواية.
| عنوان القصة في بريطانيا                         | سنة النشر في بريطانيا | الناشرون في بريطانيا | عنوان القصة في الولايات المتحدة                   | سنة النشر في الولايات المتحدة | الناشرون في الولايات المتحدة | سلسلة                                   |
| ----------------------------------------------- | --------------------- | -------------------- | ------------------------------------------------- | ----------------------------- | ---------------------------- | --------------------------------------- |
| تحقيقات بوارو                                   | 1924                  | جون لين              | تحقيقات بوارو                                     | 1925                          | شركة دود وميد                | هيركيول بوارو                           |
| شركاء في الجريمة                                | 1929                  | وليام كولنز وأبناؤه  | شركاء في الجريمة                                  | 1929                          | شركة دود وميد                | تومي وتوبينس                            |
| السيد كوين الغامض                               | 1930                  | وليام كولنز وأبناؤه  | السيد كوين الغامض                                 | 1930                          | شركة دود وميد                | السيد هارلي كوين                        |
| ثلاثة عشر لغزا                                  | 1932                  | وليام كولنز وأبناؤه  | جرائم القتل الثلاثاء قي النادي                    | 1933                          | شركة دود وميد                | الآنسة ماربل                            |
| كلب الموت                                       | 1933                  | صحيفة أودمز          | –                                                 | –                             | –                            | –                                       |
| لغز ليستراد                                     | 1934                  | وليام كولنز وأبناؤه  | –                                                 | –                             | –                            | –                                       |
| تحريات باركر بين                                | 1934                  | وليام كولنز وأبناؤه  | تحريات باركر بين                                  | 1934                          | شركة دود وميد                | باركر بين                               |
| جريمة قتل في الإسطبلات                          | 1937                  | وليام كولنز وأبناؤه  | جريمة قتل في الإسطبلات                            | 1937                          | شركة دود وميد                | هيركيول بوارو                           |
| –                                               | –                     | –                    | لغز الزوارق وقصص أخرى                             | 1939                          | شركة دود وميد                | هيركيول بوارو, باركر بين & الآنسة ماربل |
| الجريمة في المقصورة 66                          | 1943                  | فالينسي              | غموض الجريمة في المقصورة 66                       | 1943                          | كتب بانتام                   | –                                       |
| سر الجريمة في بغداد                             | 1943                  | كتب بانتام           | سر الجريمة في بغداد                               | 1943                          | كتب بانتام                   | هيركيول بوارو                           |
| غموض بوارو وريغاتا                              | 1943                  | كتب بانتام           | غموض بوارو وريغاتا                                | 1943                          | كتب بانتام                   | هيركيول بوارو                           |
| بوارو في العطلة                                 | 1943                  | تودد                 | –                                                 | –                             | –                            | هيركيول بوارو                           |
| مشكلة في خليج بولينسا ومغامرة عيد الميلاد       | 1943                  | تودد                 | –                                                 | –                             | –                            | هيركيول بوارو                           |
| السيدة المحجبة وغموض في بغداد                   | 1944                  | تودد                 | –                                                 | –                             | –                            | هيركيول بوارو                           |
| بوارو يعرف القاتل                               | 1946                  | تودد                 | –                                                 | –                             | –                            | هيركيول بوارو                           |
| أعمال هرقل                                      | 1947                  | وليام كولنز وأبناؤه  | أعمال هرقل                                        | 1947                          | شركة دود وميد                | هيركيول بوارو                           |
| –                                               | –                     | –                    | شاهدة الادعاء وقصص أخرى                           | 1948                          | شركة دود وميد                | هيركيول بوارو وأخرون                    |
| –                                               | –                     | –                    | المضطهد وقصص أخرى                                 | 1951                          | شركة دود وميد                | هيركيول بوارو                           |
| –                                               | –                     | –                    | ثلاثة فئران عمياء وقصص أخرى                       | 1950                          | دار النشر ديل                | –                                       |
| مغامرة كعكة العيد وقصص أخرى                     | 1960                  | وليام كولنز وأبناؤه  | –                                                 | –                             | –                            | هيركيول بوارو, الآنسة ماربل وأخرون      |
| –                                               | –                     | –                    | الخطيئة المزدوجة وقصص أخرى                        | 1961                          | شركة دود وميد                | –                                       |
| 13 للحظ! مجموعة من القصص المُختارة للقراء الشباب | 1966                  | وليام كولنز وأبناؤه  | '13 للحظ! مجموعة من القصص المُختارة للقراء الشباب' | 1961                          | شركة دود وميد                | –                                       |
| –                                               | –                     | –                    | مفاجأة! مفاجأة!                                   | 1965                          | شركة دود وميد                | –                                       |
| –                                               | –                     | –                    | 13 أدلة للآنسة ماربل                              | 1966                          | شركة دود وميد                | الآنسة ماربل                            |
| –                                               | –                     | –                    | الكرة الذهبية وقصص أخرى                           | 1971                          | شركة دود وميد                | –                                       |
| قضايا بوارو المبكرة                             | 1974                  | وليام كولنز وأبناؤه  | قضايا بوارو المبكرة                               | 1974                          | شركة دود وميد                | هيركيول بوارو                           |
| القضايا الأخيرة للآنسة ماربل                    | 1979                  | وليام كولنز وأبناؤه  | –                                                 | –                             | –                            | الآنسة ماربل                            |
| مشكلة في خليج بولينسا وقصص أخرى                 | 1991                  | هاربر كولنز          | –                                                 | –                             | –                            | –                                       |
| بينما يستمر الضوء وقصص أخرى                     | 1997                  | هاربر كولنز          | –                                                 | –                             | –                            | –                                       |

## منوعات
| العنوان                                       | سنة النشر | الناشر لأول طبعة    | الصنف               | مُلاحظات                     |
| --------------------------------------------- | --------- | ------------------- | ------------------- | --------------------------- |
| شارع الأحلام                                  | 1924      | جيفري بلس           | شعر                 |                             |
| تعال أخبرني عن كيفية عيشك                     | 1946      | وليام كولنز وأبناؤه | سيرة ذاتية كتاب سفر | تحت اسم أغاثا كريستي مالوان |
| نجمة على مدى بيت لحم                          | 1965      | وليام كولنز وأبناؤه | شعر وقصص قصيرة      | تحت اسم أغاثا كريستي مالوان |
| قصائد                                         | 1973      | وليام كولنز وأبناؤه | شعر                 |                             |
| مختارات من قصص التحري في صحيفة تايمز اللندنية | 1973      | جون داي             | قصص غموض            | كمحرر ومع آخرين             |
| أجاثا كريستي: السيرة الذاتية                  | 1977      | وليام كولنز وأبناؤه | سيرة ذاتية          |                             |
| النبأ المثير خلف الشاشة                       | 1983      | فيكتور غولانكز      | روايات غموض         | مع اعضاء نادي الكشف         |
| الجولة الكبرى: حول العالم مع ملكة الغموض      | 2012      |                     | أدب                 |                             |

## الأعمال الإذاعية

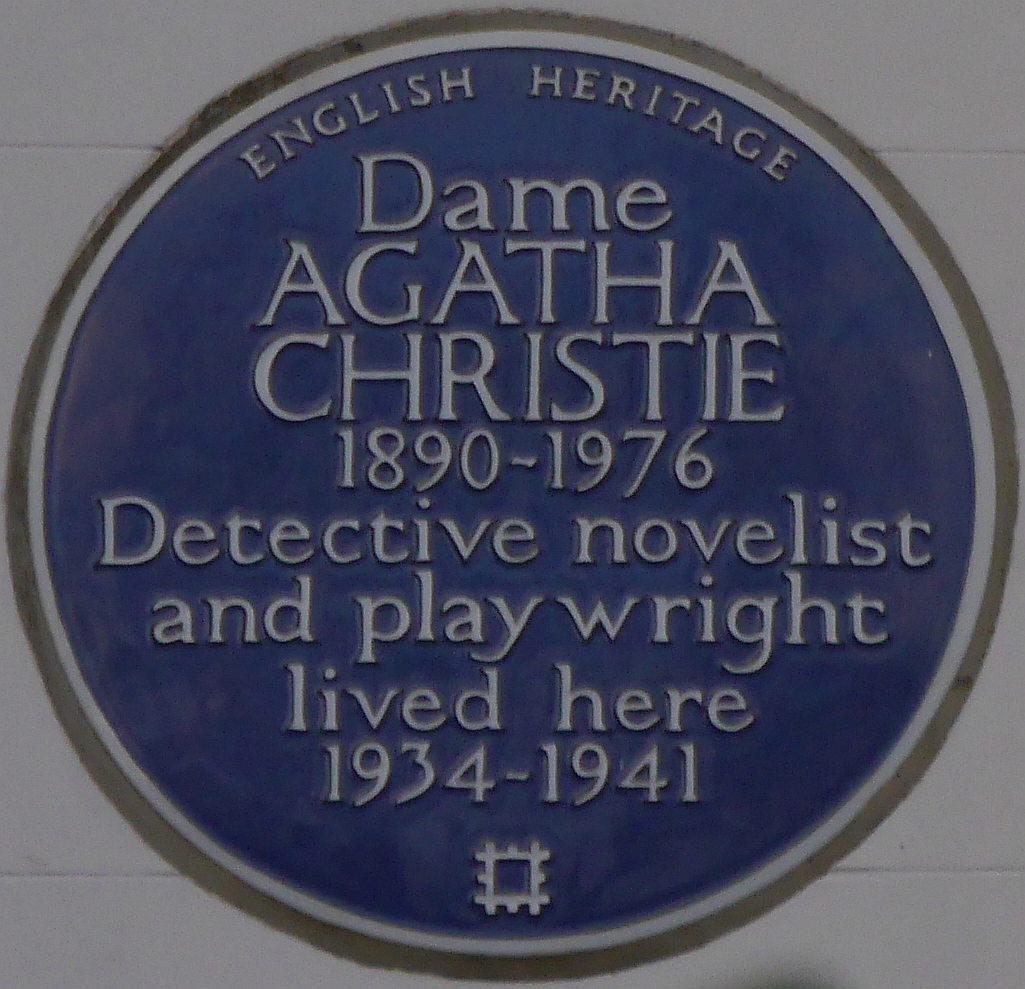
لوحة زرقاء، في محل إقامه كريستي السابق، 58 شيفيلد تراس، كنسينغتون، لندن

فيما يلي قائمة بأعمال كريستي الإذاعية.
| العنوان              | الأداء الأول     | تاريخ الأداء الأول | نوع العمل     | مُلاحظات                                                                                     | مراجع  |
| -------------------- | ---------------- | ------------------ | ------------- | ------------------------------------------------------------------------------------------- | ------ |
| خلف الشاشة           | راديو بي بي سي   | 14 يونيو 1930      | مسرح إذاعي    | كُتبت مع هيو والبول ودوروثي سايرز وأنتوني بيركلي وبينتلي ورونالد كنوكس من نادي الكشف.        | [ 21 ] |
| النبأ المُثير         | راديو بي بي سي   | 10 يناير 1931      | مسرح إذاعي    | كُتبت مع دوروثي سايرز وبينتلي وأنتوني بيركلي وفريمان ويلز كروفتس وكليمنس داين من نادي الكشف. | [ 22 ] |
| عش الدبابير          | تلفزيون بي بي سي | 18 يونيو 1937      | مسرح تلفزيوني |                                                                                             | [ 23 ] |
| السوسن الأصفر        | راديو بي بي سي   | 2 نوفمبر 1937      | مسرح إذاعي    |                                                                                             | [ 24 ] |
| ثلاثة فئران عمياء    | راديو بي بي سي   | 30 مايو 1947       | مسرح إذاعي    |                                                                                             | [ 25 ] |
| الزبدة في طبق متغطرس | راديو بي بي سي   | 13 يناير 1948      | مسرح إذاعي    |                                                                                             | [ 26 ] |
| نداء شخصي            | راديو بي بي سي   | 31 مايو 1954       | مسرح إذاعي    |                                                                                             | [ 27 ] |

## الأعمال المسرحية

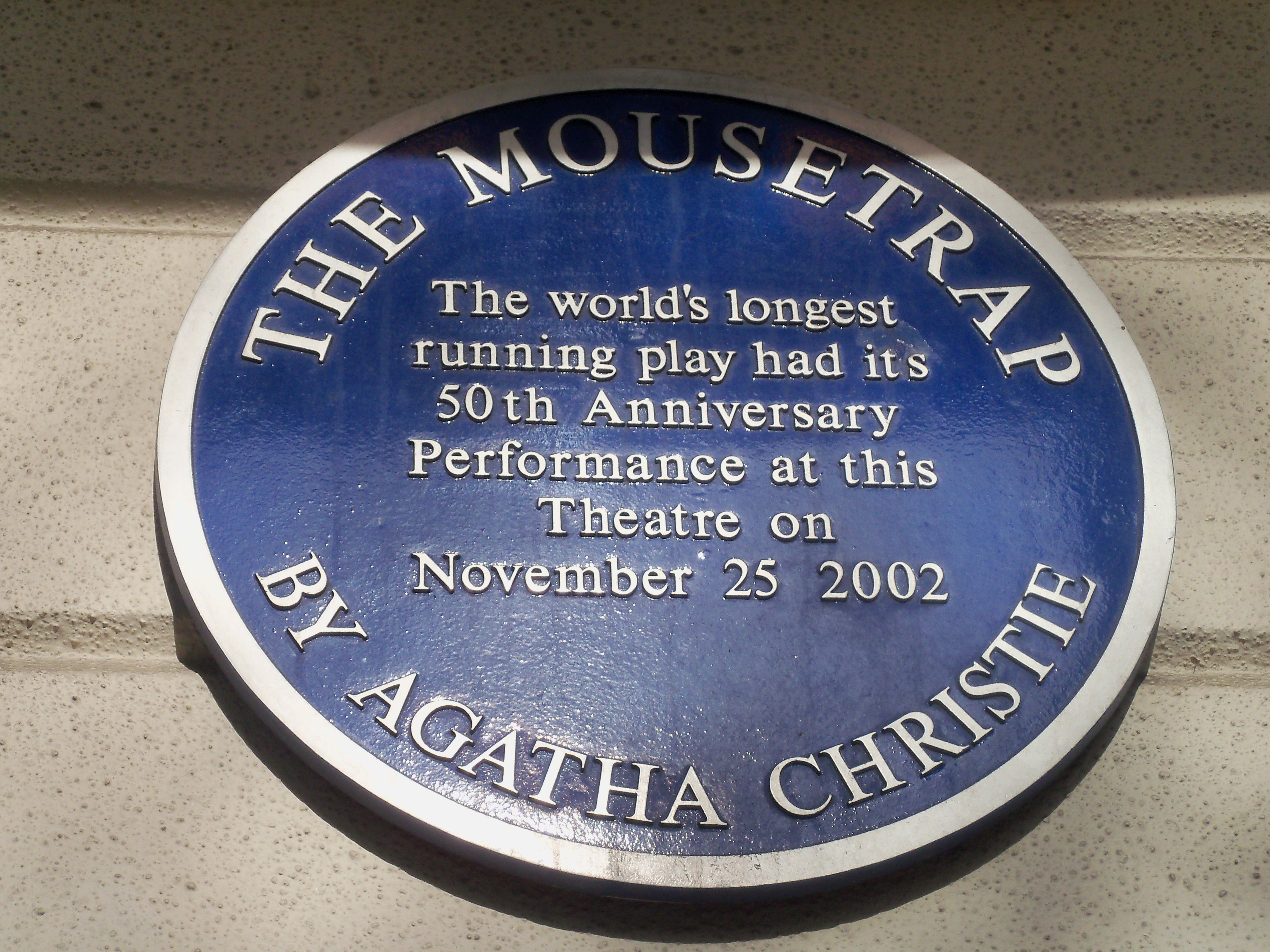
اللوحة الزرقاء من مصيدة الفئران في مسرح سانت مارتن في لندن.

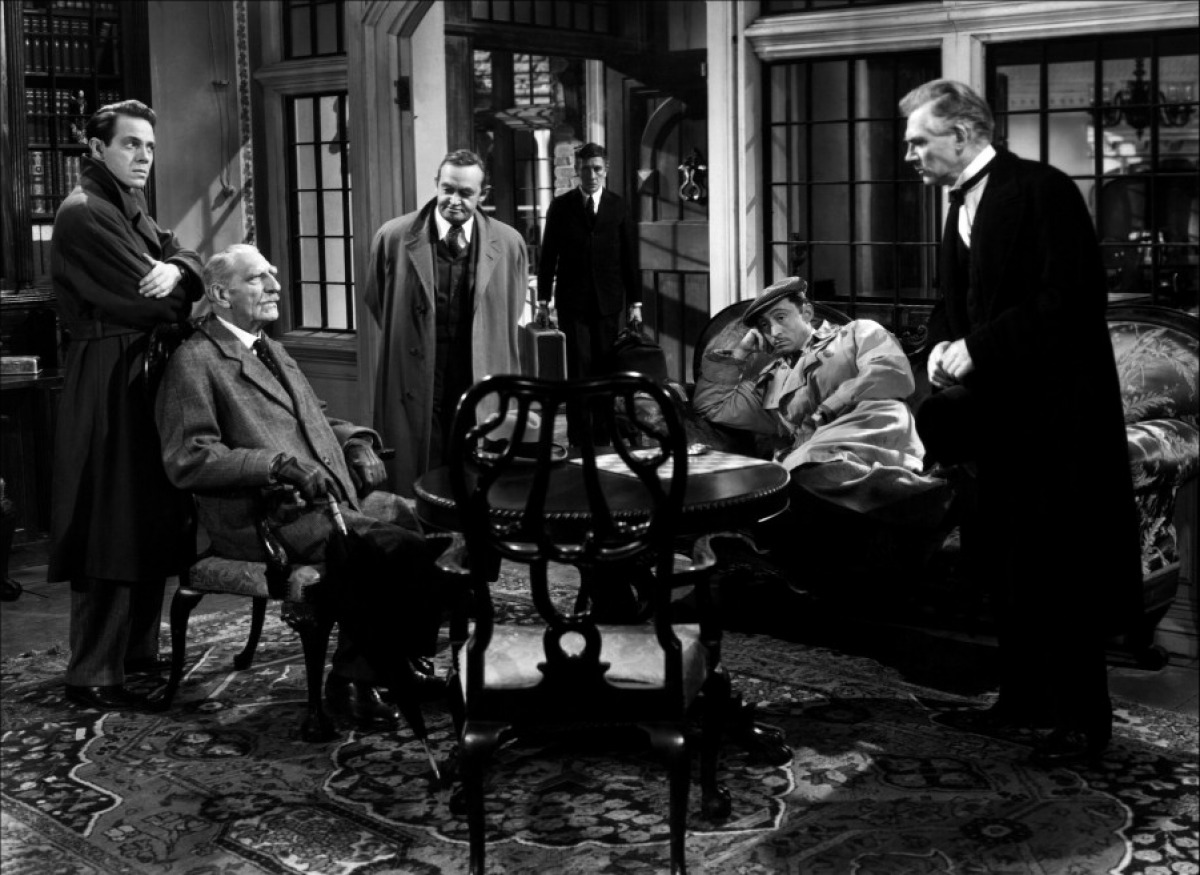
من اليسار: لويس هايوارد،, السيد تشارلي أوبري سميث، باري فيتزجيرالد، ريتشارد هايدين، ميشا أوير ووالتير هوستين في عام 1945، ففي فيلم ثم لم يبقى منهم أحد، الذي يستند إلى المسرحية 1943 ثم لم يبق منهم أحد.

| العنوان                | أماكن أول أداء            | تاريخ الأداء الأول | سنة النشر | الناشرون في بريطانيا      | مُلاحظات |
| ---------------------- | ------------------------- | ------------------ | --------- | ------------------------- | --- |
| القهوة السوداء         | مسرح السفارة              | 8 ديسمبر 1930      | 1934      | اشلي                      | حولها تشارلز أوسبورن إلى رواية 1998 القهوة السوداء                                                                           |
| ثم لم يبق منهم أحد     | مسرح سانت جيمس            | 17 أكتوبر 1943     | 1944      | شركة صموئيل فرنس المحدودة | استنادًا إلى رواية 1939 ثم لم يبق أحد; وتعرف أيضًا تحت أسم و "بعد ذلك لم يعد هناك شيء" .                                       |
| موعد مع الموت          | مسرح بيكاديللي            | 31 مارس 1945       | 1945      | شركة صموئيل فرنس المحدودة | استنادًا إلى رواية 1938 موعد مع الموت                                                                                         |
| جريمة على النيل        | مسرح ويمبلدون الجديد      | 1945               | 1948      | شركة صموئيل فرنس المحدودة | استنادًا إلى رواية 1937 موت فوق النيل; a نُسخة مُعدلة —نُشرت بأسم جريمة قتل على النيل —وتمت على مسرح السفراء بتاريخ 19 مارس 1946 |
| الأجوف                 | مسرح فورتون               | 7 يونيو 1951       | 1952      | شركة صموئيل فرنس المحدودة | استنادًا إلى رواية 1946 الأجوف.                                                                                               |
| مصيدة الفئران          | مسرح السفراء              | 25 نوفمبر 1952     | 1954      | شركة صموئيل فرنس المحدودة | كانت تُعرض حتى في عام 2015، وصل عدد العرض إلى 25000 عرض حتى عام 2009.                                                         |
| مقاضاة الشاهد          | مسرح الحديقة الشتوية      | 28 أكتوبر 1953     | 1954      | شركة صموئيل فرنس المحدودة | استنادًا إلى قصة قصيرة 1925 "شاهدة الادعاء"                                                                                   |
| بيت العنكبوت           | مسرح سافوي                | 14 ديسمبر 1954     | 1957      | شركة صموئيل فرنس المحدودة | حولها تشارلز أوسبورن إلى رواية 1998 شبكة العنكبوت                                                                            |
| صوب الصفر              | مسرح سانت جيمس            | 4 سبتمبر 1956      | 1957      | شركة صموئيل فرنس المحدودة | مع غيرالد فيرنير؛ استنادًا إلى رواية ساعة الصفر                                                                               |
| حكم                    | مسرح نوفيلو               | 22 مايو 1958       | 1958      | شركة صموئيل فرنس المحدودة | |
| ضيف غير متوقع          | مسرح الدوقة               | 12 أغسطس 1958      | 1958      | شركة صموئيل فرنس المحدودة | حولها تشارلز أوسبورن إلى رواية 1998 ضيف غير متوقع                                                                            |
| العودة إلى جريمة القتل | مسرح الدوقة               | 23 مارس 1960       | 1960      | شركة صموئيل فرنس المحدودة | استنادًا إلى رواية خمسة خنازير صغيرة                                                                                          |
| حُكم الثلاثة            | مسرح الدوقة               | 20 ديسمبر 1962     | 1963      | شركة صموئيل فرنس المحدودة | يحتوي على ثلاثة أعمال: بعد الظهر بجانب البحر، المريض والجرذان                                                                |
| عازفو الكمان الثلاثة   | مسرح الملوك، ساوث سي      | 7 يونيو 1971       |           |                           | |
| أخناتون                | نيو يورك                  | 1979               | 1973      | وليام كولنز وأبناؤه       | أول إنتاج كان تحت مُسمى أكهناتون ونيفيريتي.                                                                                   |
| المداخن                | مهرجان بيتلوتشيري المسرحي | 1 يونيو 2006       |           |                           | لم تُنشر. كُتبت في عام 1931، لكن لم تُلعب حتى عام 2006. استنادًا إلى رواية 1925 سر جريمة تشيمنيز.                                |

## المُلاحظات والمراجع

### المُلاحظات
1. ↑  A chapter each was completed by: Canon Victor Whitechurch، جورج كول and مارغريت كول، Henry Wade، أجاثا كريستي، John Rhode، Milward Kennedy, Sayers, رونالد نوكس، Freeman Wills Crofts، Edgar Jepson، كليمنس داين and Anthony Berkeley. غلبرت كايث تشيسترتون contributed the prologue.[15]
2. ↑  An abridged edition was published as The Mystery of the Blue Geraniums, and Other Tuesday Club Murders by كتب بانتام in 1940.[13]
3. ↑  Republished in 1950 as Three Blind Mice and Other Stories.[13]